# 横山彦六
横山 彦六（よこやま ひころく、1866年（慶応2年10月） - 1957年2月15日）は、日本の陸軍軍人。最終階級は陸軍中将。

## 経歴
越前国足羽郡福井（現:福井県福井市）で、福井藩士・南部広矛の四男として生まれ、母・余利の実家・横山家の養子となる。1889年（明治22年）7月、砲兵少尉任官。1891年（明治24年）、陸軍士官学校旧11期卒業。
1905年（明治38年）6月、重砲兵第6連隊長に就任。1911年（明治44年）11月、砲兵大佐に昇進し長崎要塞司令官となる。1913年（大正2年）7月、陸軍重砲兵射撃学校長に転じた。
1916年（大正5年）8月、陸軍少将に進級し大阪砲兵工廠鉄材製造所長に就任。1917年（大正6年）8月、重砲兵第2旅団長に転じ、1919年（大正8年）11月、大阪砲兵工廠提理となる。1920年（大正9年）8月、陸軍中将に進んだ。1923年（大正12年）4月、初代の陸軍造兵廠長官に就任。1924年（大正13年）2月、待命となり、同月、予備役に編入された。
1947年（昭和22年）11月28日、公職追放仮指定を受けた。

## 栄典
位階
- 1892年（明治25年）2月3日 - 正八位[3]
- 1920年（大正9年）9月10日 - 従四位[4]
- 1924年（大正13年）3月25日 - 正四位[5]

勲章等
- 1906年（明治39年）4月1日 - 功四級金鵄勲章・勲四等旭日小綬章・明治三十七八年従軍記章[6]
- 1914年（大正3年）5月16日 - 勲三等瑞宝章[7]
- 1940年（昭和15年）8月15日 - 紀元二千六百年祝典記念章[8]